# الفقراء الشرقيين (الفقراء)
الفقراء الشرقيين هي إحدى مشيخات المملكة المغربية، تتبع جغرافيا لإقليم خريبكة وإداريًا لالفقراء. يقدر عدد سكانها بـ 2391 نسمة حسب الإحصاء الرسمي للسكان والسكنى لسنة 2004.